# Владімір Мартінець
Владімір Мартінець (чеськ. Vladimír Martinec; нар. 22 грудня 1949, Ломниці над Попелкою, Семіли, Ліберецький край, Чехословаччина) — чехословацький хокеїст, правий нападник.
Один з найкращих гравців в історії чехословацького хокею. Триразовий чемпіон світу. Член зали слави ІІХФ (2001) та зали слави чеського хокею (2008).

## Клубна кар'єра
У чемпіонаті Чехословаччини грав за «Теслу» з Пардубиці (1967-1978, 1979-1981) та їглавську «Дуклу» (1978-1979). Всього в лізі провів 539 матчів (343 голи). Чемпіон Чехословаччини 1973. Грав у першій атакувальній ланці «Тесли», поряд із Богуславом Штястним та Їржі Новаком. Найкращий снайпер ліги сезону 1978-79 (42 закинуті шайби). Чотири рази його визнавали найкращим хокеїстом року в Чехословаччині (1973, 1975, 1976, 1979). Номер 13, під яким виступав Владімір Мартінець, не використовує клуб «Пардубиці».
В 1981 році, разом з Богуславом Штястним, перейшов до німецького «Кауфбойрена». За чотири сезони в елітному дивізіоні німецького хокею провів 163 матчі (123 голи).

## Виступи у збірній
У складі національної збірної був учасником трьох Олімпіад (1972, 1976,  1980). 1972 року у Саппоро здобув бронзову нагороду, а через чотири роки в Інсбруку — срібну.
Брав участь в одинадцяти чемпіонатах світу та Європи (1970-1979, 1981). Чемпіон світу 1972, 1976, 1977; другий призер 1971, 1974, 1975, 1978, 1979; третій призер 1970, 1973, 1981. На чемпіонатах Європи — чотири золоті (1971, 1972, 1976, 1977), чотири срібні (1974, 1975, 1978, 1979) та три бронзові нагороди (1970, 1973, 1981). Фіналіст Кубка Канади 1976 року (7 матчів, 3 голи).
Чотири рази поспіль обирався до символічної збірної на чемпіонатах світу (1974, 1975, 1976, 1977). Найкращий бомбардир турніру 1976 року — 20 очок (9 закинутих шайб та 11 результативних передач). На чемпіонатах світу та Олімпійських іграх провів 114 матчів (63 закинуті шайби), а всього у складі збірної Чехословаччини — 289 матчів (155 голів).

## Клуб хокейних снайперів
У Чехії існує «Клуб хокейних снайперів», заснований газетою «Спорт». До нього зараховують хокеїстів, які в чемпіонатах Чехословаччини та Чехії, а також у складах національних збірних цих країн закинули 250 шайб. Владімір Мартінець (498 голів) у цьому списку посідає четверте місце. Попереду лише Мілан Новий (594 голи), Владімір Ружичка (543) та Вацлав Недоманський (532).

## Тренерська діяльність
В 1996-2001 роках — помічник головного тренера збірної Чехословаччини. За цей час національна команда виграла Олімпійські ігри 1998 в Нагано та тричі здобувала золоті нагороди на чемпіонатах світу (1999-2001). У 1997 та 1998 роках чеська збірна займала третє місце на світових чемпіонатах.
На клубному рівні очолював «Кауфбойрен» та «Пардубиці». З чеським клубом виграв екстралігу в сезоні 2004-2005.
Разом з Владіміром Штястним працює у власній хокейній школі. Його син, Томаш, відомий німецький хокеїст.

## Нагороди та досягнення

### Командні
| Нагороди                     | Команда             | Кіл. | Роки                         |
| ---------------------------- | ------------------- | ---- | ---------------------------- |
| Олімпійські ігри             |                     |      |                              |
| Срібло                       | Чехословаччина      | 1    | 1976                         |
| Бронза                       | Чехословаччина      | 1    | 1972                         |
| Чемпіонат світу              |                     |      |                              |
| Золото                       | Чехословаччина      | 3    | 1972, 1976, 1977             |
| Срібло                       | Чехословаччина      | 5    | 1971, 1974, 1975, 1978, 1979 |
| Бронза                       | Чехословаччина      | 3    | 1970, 1973, 1981             |
| Кубок Канади                 |                     |      |                              |
| Фіналіст                     | Чехословаччина      | 1    | 1976                         |
| Чемпіонат Європи             |                     |      |                              |
| Золото                       | Чехословаччина      | 4    | 1971, 1972, 1976, 1977       |
| Срібло                       | Чехословаччина      | 4    | 1974, 1975, 1978, 1979       |
| Бронза                       | Чехословаччина      | 3    | 1970, 1973, 1981             |
| Кубок європейських чемпіонів |                     |      |                              |
| Фіналіст                     | «Тесла» (Пардубиці) | 1    | 1974                         |
| Чемпіонат Чехословаччини     |                     |      |                              |
| Золото                       | «Тесла» (Пардубиці) | 1    | 1973                         |
| Срібло                       | «Тесла» (Пардубиці) | 2    | 1975, 1976                   |
| Срібло                       | «Дукла» (Їглава)    | 1    | 1979                         |
| Бронза                       | «Тесла» (Пардубиці) | 1    | 1974                         |

### Особисті
| Нагороди                             | Кіл. | Роки                   |
| ------------------------------------ | ---- | ---------------------- |
| Символічна збірна чемпіонату світу   | 4    | 1974, 1975, 1976, 1977 |
| Найкращий бомбардир чемпіонату світу | 1    | 1976 (20 очок)         |
| Найкращий снайпер чемпіонату світу   | 1    | 1976 (9 голів)         |
| Найкращий снайпер ліги               | 1    | 1979 (42 голи)         |
| Член зали слави ІІХФ                 | -    | 2001                   |
| Член зали слави чеського хокею       | -    | 2008                   |